# S-160

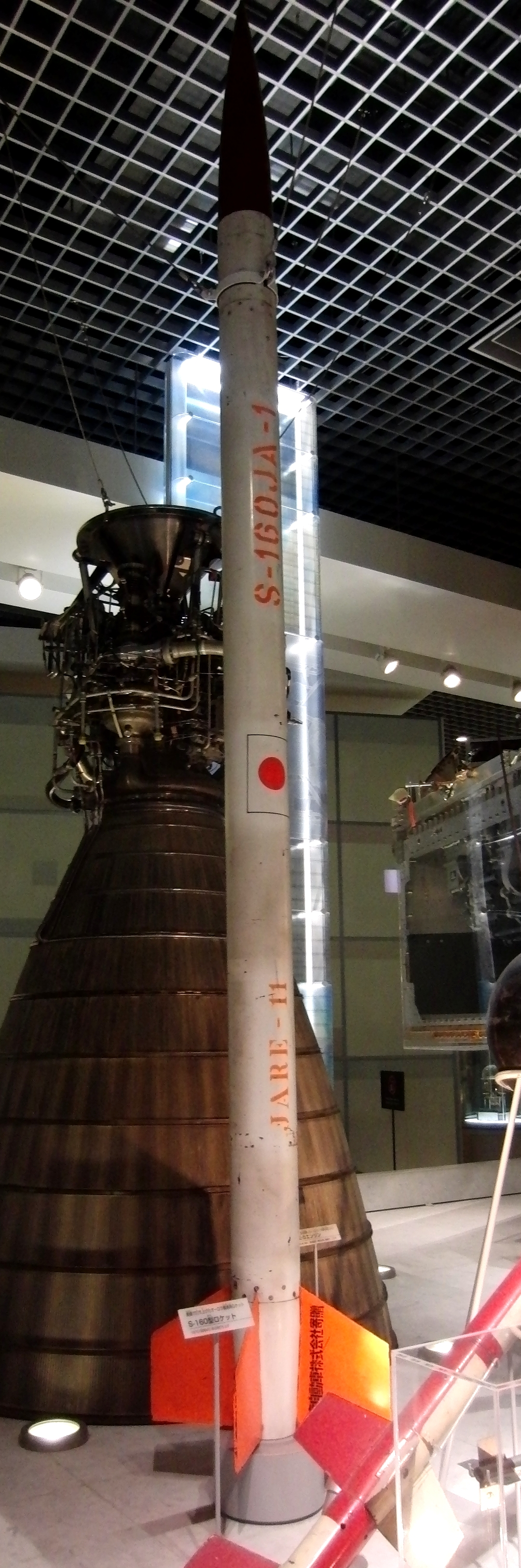
S-160JA-1 Rakete.

S-160 ist die Bezeichnung einer japanischen Höhenforschungsrakete. Die S-160 hatte eine Gipfelhöhe von 80 Kilometern und besaß eine Startmasse von 100 kg. Der Durchmesser der einstufigen Rakete betrug 0,16 Meter, die Länge 4 Meter. Die S-160 wurde zwischen 1964 und 1972 von Nissan gefertigt und insgesamt 23 Mal gestartet. Angetrieben wurden die im Uchinoura Space Center gestartete Rakete von einem Feststoffmotor.